# Natassia Malthe
Linn Natassia Scarlet Malthe (Oslo, Noruega, 19 de janeiro de 1974) é uma atriz norueguesa, conhecida pelo seu papel com Tiphoyd Mary no filme Elektra de 2005.

## Carreira
Iniciou sua carreira como modelo fotográfico para revistas como Maxim e Stuff. Em 2003 fez seu primeiro filme Comportamento Suspeito com James Marsden. Desde então não parou mais. Fez Elektra, Eu, Eu Mesmo & Irene, Percy Jackson e o Ladrão de Raios, dentre outros. Recentemente Natassia foi musa da empresa LG que criou a TV Scarlet em sua homenagem. Em 2010 Natassia Malthe entrou para o elenco da série Fringe, como a personagem Linda.